# 阈值定理
在量子计算中，阈值定理（或称量子容错定理）指出，如果量子计算机的物理错误率低于某个特定阈值，通过应用量子纠错机制，可以将逻辑错误率抑制到任意低的水平。这表明量子计算机可以实现容错计算，类似于冯·诺伊曼（英語：John von Neumann）关于经典计算的阈值定理 。这一结果由多里特·阿哈罗诺夫（英語：Dorit Aharonov）和迈克尔·本-奥尔（英語：Michael Ben-Or）的研究小组； 伊曼纽尔·克尼尔（英語：Emanuel Knill）、雷蒙德·拉弗拉姆（英語：Raymond Laflamme）和沃伊切赫·祖瑞克（英語：Wojciech H. Zurek）； 以及阿列克谢·基塔耶夫（英語：Alexei Kitaev） 等人独立证明。 这些成果建立在彼得·肖尔（英語：Peter Shor）的一篇论文 的基础之上，该论文证明了阈值定理的一个较弱版本。

## 解释
阈值定理解决的关键问题是，量子计算机在实践中是否能够执行长时间的计算而不会受到噪声的破坏。由于量子计算机无法完美地执行量子门操作，一些微小的恒定错误是不可避免的；理论上，这可能意味着带有不完美量子门的量子计算机在计算被噪声破坏之前只能应用恒定数量的量子门。
出乎意料的是，量子阈值定理表明，如果执行每个量子门的错误率是一个足够小的常数，人们就可以以任意高的精度执行任意长时间的量子计算，而只需在量子门数量上增加一些少量的额外开销。阈值定理的正式表述取决于所考虑的纠错码类型和错误模型。由迈克尔·尼尔森（英語：Michael Nielsen）和艾萨克·庄（英語：Isaac Chuang）合著的《量子计算与量子信息》一书给出了此类定理的一般框架：
量子计算阈值定理:481： 一个包含 {\displaystyle n} 个量子比特和 {\displaystyle p(n)} 个量子门的量子线路，可以在硬件组件失效率至多为 {\displaystyle p} 的情况下，以至多为 {\displaystyle \varepsilon } 的错误概率进行模拟，其所需的量子门数量为
{\displaystyle {\mathcal {O}}(\log ^{c}(p(n)/\varepsilon )p(n))}（其中{\displaystyle c}为某个常数），前提是 {\displaystyle p} 低于某个常数阈值 {\displaystyle p<p_{\rm {th}}}，并且对底层硬件中的噪声做出了合理的假设。
经典计算的阈值定理具有与上述量子计算阈值定理相似的形式，只不过是针对经典线路而非量子线路。量子计算阈值定理的证明策略与经典计算相似：对于任何特定的错误模型（例如，每个量子门以独立的概率{\displaystyle p}失效），使用纠错码来利用现有量子门构建更好的量子门。尽管这些“更好的量子门”更大，因此更容易在内部产生错误，但它们的纠错特性意味着它们发生故障的概率比原始量子门更低（前提是{\displaystyle p}是一个足够小的常数）。然后，人们可以利用这些更好的量子门递归地创建出性能更佳的量子门，直到获得具有期望失效率的量子门，这些量子门便可用于所需的量子线路。正如量子信息理论家斯科特·阿伦森（英語：Scott Aaronson）所说：
“阈值定理的全部内容在于你纠正错误的速度比错误产生的速度更快。这正是整个定理的要点，也是该定理所展示的全部非平凡之处。这就是它解决的问题。”

## 实践中的阈值
目前估计，表面码的阈值大约在1%的量级， 尽管估计值范围很广，并且由于模拟大型量子系统的指数级难度而难以计算。在0.1%的物理退极化错误率假设下，表面码为实现一个高保真度的逻辑量子比特，根据所需纠错强度（由编码距离{\displaystyle d}衡量，物理比特数约正比于{\displaystyle d^{2}}）以及是否包含魔术态蒸馏等通用计算的均摊资源，估计需要1,000到10,000个物理量子比特。然而，这一估算基于简化的错误模型；诸如相干错误、非马尔可夫噪声、关联错误或量子比特泄漏等更符合物理现实的“病态”错误类型，因其能以标准表面码难以应对的方式累积或引发错误，故可能显著增加实际所需的物理比特数量或降低纠错性能。